# Kozłek dwupienny
Kozłek dwupienny (Valeriana dioica L.) – gatunek rośliny wieloletniej należący do rodziny kozłkowatych. Dziko rośnie w Europie i na północy Ameryki Północnej (Alaska, Kanada, północne i północno-zachodnie obszary USA). Występuje niezbyt pospolicie w zachodniej i środkowej Polsce. 

## Morfologia

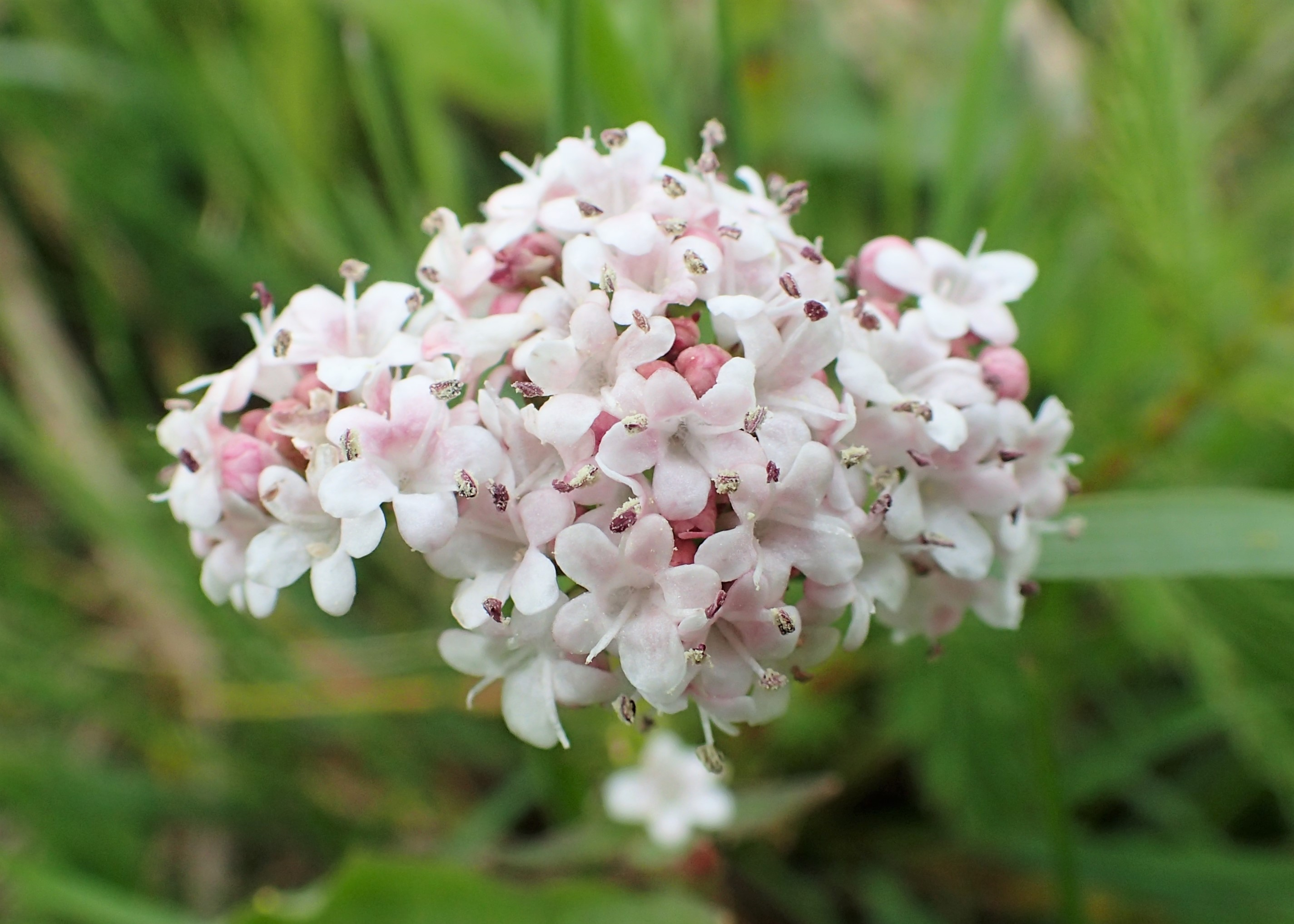
Kwiatostan

ŁodygaWzniesiona, nierozgałęziająca się. Osiąga wysokość 10–50(60) cm. Jest bruzdkowana i naga, a tylko pod węzłami nieco owłosiona. Pod ziemią roślina posiada kłącze wytwarzające cienkie i długie rozłogi.
LiścieLiście odziomkowe niepodzielone. środkowe i górne liście łodygowe pierzastodzielne, 5–11 listkowe.
KwiatyRoślina dwupienna. Kwiaty drobne, żeńskie o białych płatkach korony długości ok. 1 mm, męskie różowawe, o płatkach długości ok. 3 mm.
OwocO długości 2–2,5 mm, bez puchu kielichowego.

## Biologia i ekologia
Bylina hemikryptofit. Kwitnie od maja do czerwca. Rośnie na mokradłach, torfowiskach, mokrych zaroślach, olszynach. 

## Zmienność
Tworzy mieszańce z kozłkiem całolistnym. 